# Гран-Віа (Барселона)
Гран Віа (кат. Gran Via de les Corts Catalanes, ісп. Gran Via de las Cortes Catalanas) — одна з найголовніших вулиць (проспектів) в Барселоні; перетинає місто в центральній його частині. Протяжність Гран-Віа становить близько 13,1 кілометра, що робить цю вулицю найдовшою у всій Іспанії.

## Розташування
Вулиця (проспект) проходить через все місто, йде з південного заходу на північний схід. По ходу руху перетинає наступні площі: Площа Іспанії, Університетську площу, площа Тетуан і Пласа де лас Глорієс Каталанес.